# Idioma osco
El osco fue una lengua itálica, perteneciente al grupo de las lenguas osco-umbras, hablada en la parte centro-meridional de la península itálica durante parte de la antigüedad.

## Aspectos históricos, sociales y culturales
Se trata en realidad de un concepto lingüístico complejo, con variantes dialectales. Sirvió de lengua principal de los samnitas, habitantes de la zona vecina del Lacio, en la Campania. En el 290 a. C. los samnitas fueron sometidos a Roma, pero hasta la guerra social del 90-89 a. C. mantuvieron el uso oficial de su lengua. Quedan de ella algunos nombres propios de persona y algunas glosas, además de unas 800 inscripciones, la mayoría muy breves (aunque hay una de unas 300 palabras) y escritas en tres alfabetos distintos: griego, latín y un tercero nativo, derivado del griego por medio de los etruscos.
En relación con el osco estaban algunos de los llamados dialectos sabélicos, hablados por una serie de tribus localizadas al este del Lacio, entre Umbría y la Campania (sabinos, pelignos, marrucinos, marsos, vestinos, volscos), conocidos por glosas y en varios casos también por algunas inscripciones.

## Descripción lingüística

### Características
El osco tenía mucho en común con el latín, aunque también hay muchas diferencias notables y muchos grupos de palabras comunes del latín estaban ausentes o representados por formas completamente diferentes. Por ejemplo, el latín volo, velle, volui, y otras formas del protoindoeuropeo *welh₁- ('a voluntad') en osco y en umbro estaban representadas por las palabras derivadas de *ǵʰer- ('desear'): osco herest ('él querrá'), cognado del latín hortor ('animar').
También en fonología, el osco exhibió una serie de diferencias claras con respecto al latín: así, el osco 'p' en lugar del latín 'qu' (Osc. Pis, Lat. Quis) (compárese la división celta-Q y celta-P de las lenguas celtas); 'b' en lugar de la 'v' latina en posición inicial; 'f' medial en contraste con la 'b' o la 'd' latina (Osc. Mefiaí, Lat. Mediae).
El osco se considera una de las lenguas itálicas más conservadoras, y entre las lenguas indoeuropeas atestiguadas solo rivaliza con el griego en la retención del sistema de vocales, con los diptongos intactos heredados.

### Fonología
El inventario consonántico del osco viene dado por:
|                 | labial | alveolar | palatal | velar | lab.-vel. | glotal |
| --------------- | ------ | -------- | ------- | ----- | --------- | ------ |
| Oclusiva sorda  | p      | t        |         | k     |           |        |
| Oclusiva sonora | b      | d        |         | g     |           |        |
| Fricativa       | f      | s        |         |       |           | h      |
| Nasal           | m      | n        |         |       |           |        |
| Sonante         | w      | r, l     |         | j     | w         |        |

El inventario vocálico reconstruido constaría de los siguientes elementos:
|              | Breve   | Breve     | Breve    | Larga    | Larga     | Larga    |
| ------------ | ------- | --------- | -------- | -------- | --------- | -------- |
| anterior     | central | posterior | anterior | central  | posterior |          |
| Cerradas     | i       |           | u        | iː (= ī) |           | uː (= ū) |
| Semicerradas | e       |           | o        | eː       |           | uː (= ū) |
| Semiabiertas | ɛ       |           | o        | ɛː       |           | uː (= ū) |
| Abiertas     |         | a         |          |          | aː        |          |

En las inscripciones, los signos <í> y <ú> transcriben las letras para los fonemas /ɛ/ y /o/, mientras que los signos <i> y <u> se refieren a /i(ː)/ y /u(ː)/. Y por otra parte el signo <e> = /ɛ(ː)/. Ocasionalmente las vocales largas en las inscripciones con alfabeto osco se transcriben duplicando la vocal.

## Gramática
La gramática osca es idéntica a la del latín, los métodos de declinación, conjugación, género y sintaxis son similares. Las diferencias radican principalmente en fonología, ortografía y uso de algunas palabras.

### Asíndeto
El asíndeto copulativo se utiliza para coordinar los nombres de personas emparentadas por lazos familiares o profesionales así como en fórmulas de imprecación, obedeciendo a criterios fónicos como la aliteración y el orden de sucesión creciente de sílabas, como en biss, aitatúm, amirikúm, fangvam, biítam, anamúm, (“acciones, fuerza, amigo, lengua, vida, ánimo”).
Los nombres de los magistrados están unidos por el asíndeto, pero a veces se utiliza el inim del coordinador. Su valor base es aditivo y a menudo expresa coordinación conectiva. Si, por ejemplo, en la mención de magistrados se agregan otros que ejercen funciones distintas, sus nombres se coordinan con la partícula íním como en una inscripción breve de Pompeya.

### Sustantivos
El osco tiene seis casos (el caso vocativo no está atestiguado), dos números y cinco declinaciones. La morfología verbal es similar a la latina: tres modos, cinco tiempos (el pluscuamperfecto no está atestiguado), cinco modos verbales indefinidos, dos diátesis y cuatro conjugaciones.

#### Primera declinación
Las diferencias entre el osco y el latín, con respecto a la primera declinación, son: la terminación -ad del ablativo singular para el primero contra la salida en -ā del latín clásico, pero en concordancia con el latín arcaico (puellād); la salida en -as para el genitivo singular, suplantado en latín clásico por -ae, pero presente en formas más arcaicas (pater familiās); la conservación de la -s intervocálica en el genitivo plural, también en común con el latín arcaico (puellāsom).
|            | Singular | Plural |
| Nominativo | -ú       | -as    |
| Genitivo   | -as      | -asúm  |
| Dativo     | -aí      | -aís   |
| Acusativo  | -am      | -ass   |
| Ablativo   | -ad      | -aís   |
| Vocativo   | -aí      | -aís   |

Un ejemplo se encuentra en la palabra víú "vía".
|            | Singular | Plural |
| Nominativo | víú      | vías   |
| Genitivo   | vías     | víasúm |
| Dativo     | víaí     | víaís  |
| Acusativo  | víam     | víass  |
| Ablativo   | víad     | víaís  |
| Vocativo   | víaí     | víaís  |

#### Segunda declinación
Las principales diferencias con el latín son: la caída de la terminación latina -os en el singular nominativo (-us para el latín clásico) y la salida en -ús en el plural frente a la en -oī del latín (-i en el latín clásico); la terminación -eís del genitivo en el grupo de la tercera declinación, contra la salida in -oī del latín arcaico; la terminación -oī del latín arcaico se traduce con -úí (debe leerse oi) en lo que respecta al caso dativo; el vocativo conserva la terminación -eí en oposición a -i -o del latín; para los casos acusativo y ablativo se aplican las mismas consideraciones que para la primera conjugación.
- Sustantivos masculinos y femeninos.

|            | Singular | Plural |
| Nominativo | -        | -ús    |
| Genitivo   | -eís     | -úm    |
| Dativo     | -úí      | -úís   |
| Acusativo  | -úm      | -úss   |
| Ablativo   | -úd      | -úís   |
| Vocativo   | -eí      | -úís   |

- Sustantivos neutros.

|            | Singular | Plural |
| Nominativo | -úm      | -ú     |
| Genitivo   | -eís     | -úm    |
| Dativo     | -úí      | -úís   |
| Acusativo  | -úm      | -ú     |
| Ablativo   | -úd      | -úís   |
| Vocativo   | -eí      | -úís   |

Declinación del sustantivo masculino húrz "huerto".
|            | Singular | Plural  |
| Nominativo | húrz     | húrtús  |
| Genitivo   | húrteís  | húrtúm  |
| Dativo     | húrtúí   | húrtúís |
| Acusativo  | húrtúm   | húrtúss |
| Ablativo   | húrtúd   | húrtúís |
| Vocativo   | húrteí   | húrtúís |

Raíz -i.
- Sustantivos masculinos y femeninos.

|            | Singular | Plural |
| Nominativo | -        | -iús   |
| Genitivo   | -ieís    | -iúm   |
| Dativo     | -iúí     | -iúís  |
| Acusativo  | -iúm     | -iúss  |
| Ablativo   | -iúd     | -iúís  |
| Vocativo   | -ieí     | -iúís  |

- Sustantivos neutros.

|            | Singular | Plural |
| Nominativo | -im      | -iú    |
| Genitivo   | -ieís    | -iúm   |
| Dativo     | -iúí     | -iúís  |
| Acusativo  | -im      | -iú    |
| Ablativo   | -iúd     | -iúís  |
| Vocativo   | -ieí     | -iúís  |

#### Tercera declinación
Como en latín, también en osco los sustantivos de esta declinación se dividen en grupos: consonante y vocal. La singularidad más obvia es la terminación en -uf del singular nominativo en la raíz de la consonante nasal.
Tema vocalico en i.
- Sustantivos masculinos y femeninos.

|            | Singular | Plural      |
| Nominativo | -        | -is         |
| Genitivo   | -eís     | -íúm        |
| Dativo     | -eí      | -ífs / -íss |
| Acusativo  | -úm      | ?           |
| Ablativo   | -íd      | -ífs / -íss |
| Vocativo   | ?        | ?           |

Declinación de la palabra aídil "edil".
|            | Singular | Plural   |
| Nominativo | aídil    | aídilis  |
| Genitivo   | aídileís | aídilíúm |
| Dativo     | aídileí  | aídilífs |
| Acusativo  | aídilíúm | ?        |
| Ablativo   | aídilíd  | aídilífs |
| Vocativo   | ?        | ?        |

Raíz consonantica "muda".
- Sustantivos masculinos y femeninos.

|            | Singular | Plural |
| Nominativo | -s       | -s     |
| Genitivo   | -eís     | -úm    |
| Dativo     | -eí      | -ís    |
| Acusativo  | -úm      | -s     |
| Ablativo   | -úd      | -ís    |
| Vocativo   | ?        | ?      |

- Sustantivos neutros.

No atestiguado.
Declinación de la palabra meddíss "magistrado".
|            | Singular  | Plural  |
| Nominativo | meddíss   | meddíss |
| Genitivo   | medíikeís | medíkúm |
| Dativo     | medíkeí   | medíkís |
| Acusativo  | medíkúm   | medíks  |
| Ablativo   | medíkúd   | medíkís |
| Vocativo   | ?         | ?       |

Raíz líquida.
|            | Singular | Plural |
| Nominativo | -r       | -r     |
| Genitivo   | -eís     | -úm    |
| Dativo     | -eí      | -ís    |
| Acusativo  | -úm      | -rs    |
| Ablativo   | -úd      | -ís    |
| Vocativo   | -?       | -?     |

Declinación de la palabra patír "padre".
|            | Singular | Plural  |
| Nominativo | patír    | patír   |
| Genitivo   | patereís | paterúm |
| Dativo     | patereí  | paterís |
| Acusativo  | paterúm  | paters  |
| Ablativo   | paterúd  | paterís |
| Vocativo   | ?        | ?       |

Raíz nasal.
|            | Singular | Plural |
| Nominativo | -uf      | -ns    |
| Genitivo   | -eís     | -úm    |
| Dativo     | -eí      | -ís    |
| Acusativo  | -úm      | -?     |
| Ablativo   | -úd      | -íss   |
| Vocativo   | -?       | -?     |

Declinación del sustantivo femenino tríbarakkiuf "edificio".
|            | Singular       | Plural        |
| Nominativo | tríbarakkiuf   | tríbarakkins  |
| Genitivo   | tríbarakkineís | tríbarakkinúm |
| Dativo     | tríbarakkineí  | tríbarakkinís |
| Acusativo  | tríbarakkinúm  | ?             |
| Ablativo   | tríbarakkinúd  | tríbarakkiís  |
| Vocativo   | ?              | ?             |

#### Cuarta declinación
Debido al pequeño número de sustantivos que pertenecen a esta clase, la mayoría de las terminaciones son desconocidas.
|            | Singular | Plural |
| Nominativo | -?       | -?     |
| Genitivo   | -ús      | -?     |
| Dativo     | -?       | -?     |
| Acusativo  | -ím      | -?     |
| Ablativo   | -íd      | -?     |
| Vocativo   | -?       | -?     |

#### Quinta declinación
De la quinta declinación sólo se conoce la terminación del singular nominativo -es y del dativo singular -í, como en el sustantivo Kerres "Ceres".

## Alfabeto osco
| Transliteralización                                          |
| ------------------------------------------------------------ |
| Min.Heiis MV íním ekík pavmentúm úpsannam dedens.            |
| Min.Heiis MV enim hic pavimentum operandam dederunt. (Latín) |
| Min.Heiis MV para este pavimento operando dieron. (Español)  |

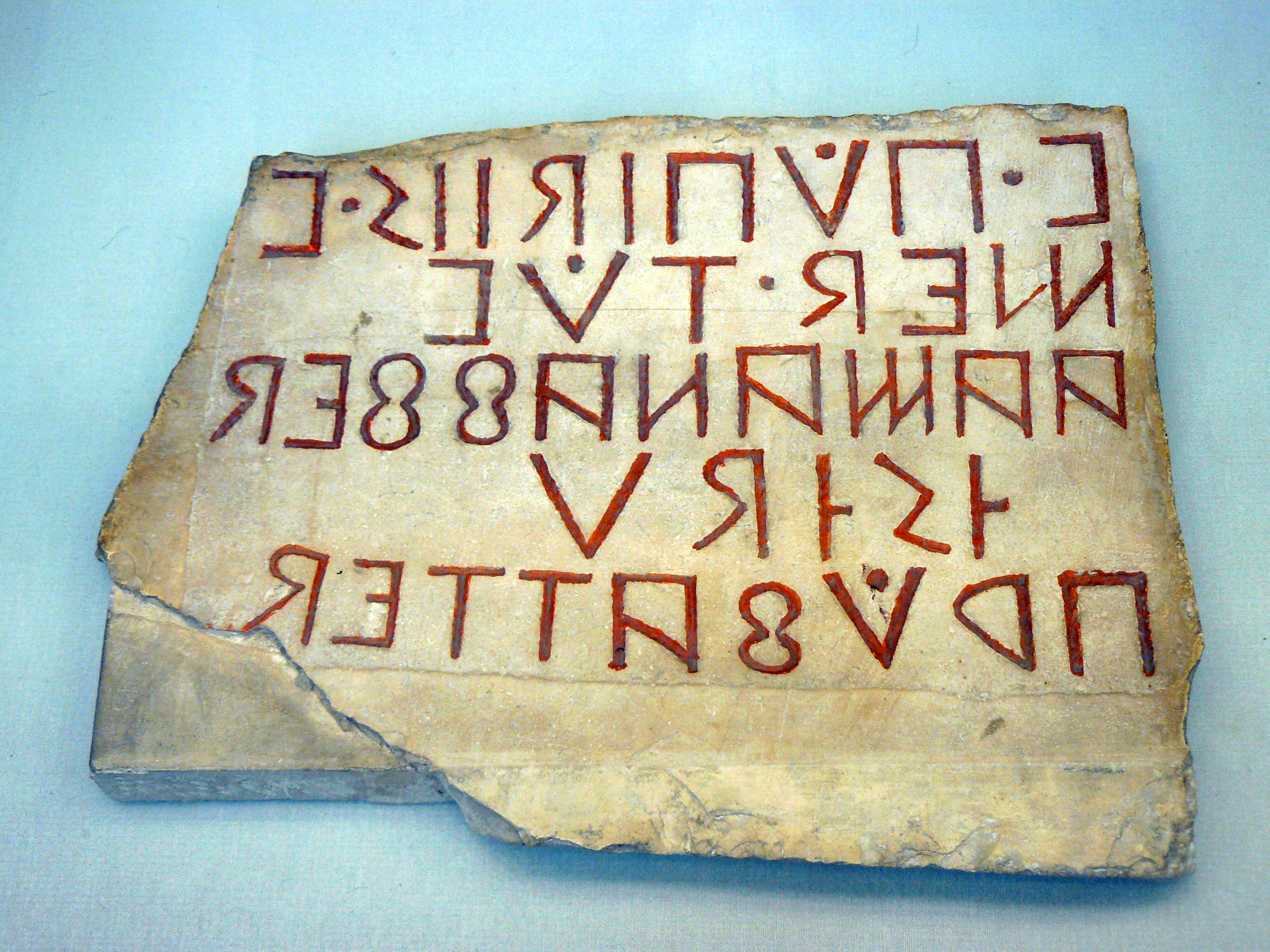
Inscripción osca de Pompeya.

Los oscos tenían su propio alfabeto inspirado en el alfabeto etrusco, a su vez inspirado en el alfabeto griego. También se han encontrado documentos oscos escritos en alfabeto latino y en alfabeto griego.
El alfabeto tenía 21 letras. Las vocales eran originalmente 6 en número: a, e, ɛ, i, u, o. Las vocales ɛ y o se representaban como un ente sonoro con una letra diacrítica í y ú respectivamente.
La escritura se realizaba de derecha a izquierda. Es posible vincular dos letras en la misma palabra cuando las líneas verticales de las dos letras están una al lado de la otra. Las palabras que están en la misma línea están separadas por un punto o dos puntos superpuestos. Los primeros nombres se abrevian, más raramente los gentilicios para los nombres de las personas. Los términos que definen un cargo público también se abrevian (MT de Meddix Tuticus).
Si bien el idioma se hablaba igual en el territorio, el alfabeto no era homogéneo. De hecho, las escrituras descubiertas en varios lugares muestran que no siempre se usaron las letras del alfabeto clásico. En Lucania y en Brucio se utilizó el alfabeto griego. Los sabinos, pelignos, marsos, ecuos y volscos, por su cercanía a los latinos, utilizaron el alfabeto latino.
Alfabeto osco
Ejemplo de la escritura osca

## Inscripciones

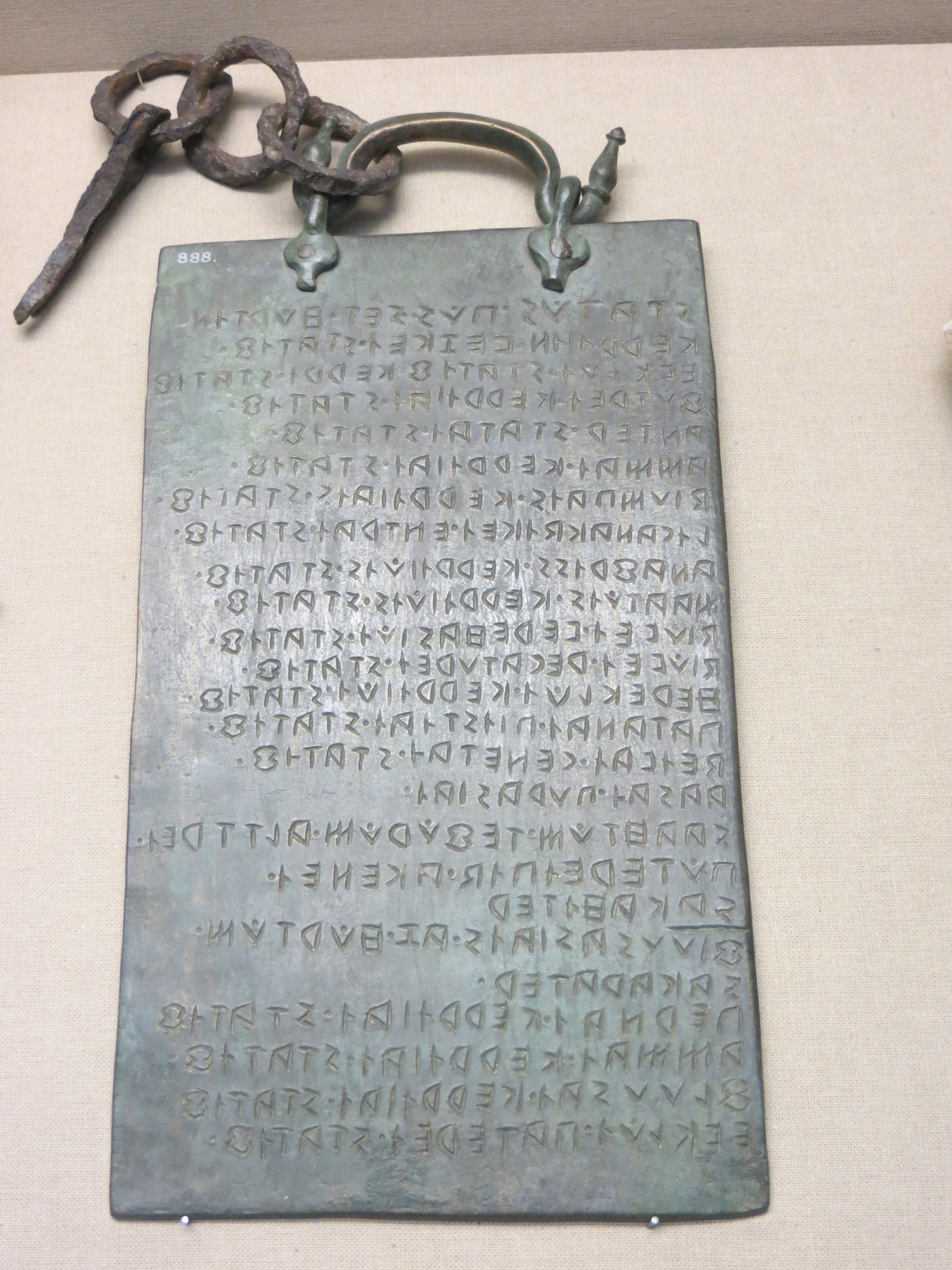
La "Tabla Osca".

Las inscripciones en osco más importantes son la "Tabla Osca”, la "Lámina de plomo de Capua", la "Tabla Bantina" y la "inscripción del Cippus Abellanus". Las dos primeras inscripciones tratan sobre ritos de culto a la diosa Ceres y otros dioses oscos, la tercera sobre un plebiscito o ley municipal de los oscos en Bantia, la cuarta sobre un tratado de construcción entre los municipios de Nola y Abella.
También aparecen inscripciones oscas breves en algunas fachadas de casas y edificios antiguos de Pompeya. Fueron sacadas a la luz durante las excavaciones arqueológicas de Pompeya. En esta ciudad, durante la época del imperio romano los habitantes aún hablaban osco. 
En la sección de epigrafía del Museo Arqueológico Nacional de Nápoles se conserva una rica colección de inscripciones en osco. Hasta 2017 se habían hallado un total de 800 inscripciones en osco.
A continuación se muestran cinco inscripciones oscas ("Tabla Osca", "Lámina de plomo de Capua", "Tabla Bantina", "Cippus Abellanus" y una larga de Pompeya) comparadas con el latín y el español:
En las inscripciones en alfabeto osco las letras Í, Ú representan las vocales (ɛ y o), la letra V representa el fonema (w) como en latín clásico.

### Inscripción larga de Pompeya
| Osco | Latín | Español |
| M. Siuttiis M. f. N. Puntiis M aídilis eka viam teremnantns ant púutram Stafíinam. Víu teremnatust íst perek X, iússu vía Pumpaiiana teremnattens perek. Ill ant kaílam Iiiveis Meeilikiieis. Ekass vias íním via luviia it dekkviarím medíkeís Pumpaiianeís serevkid imaden úpsens, ínusu aídiles prúfatted. | M. Suttius M. f. N. Pontius aediles hanc viam terminaverunt ante pontem Stabilam. Via terminata est perticis iidem viam Pompeianam terminaverunt perticis. Iii ante caelum lovis, Milichii enim viam lovem et decurialem magistratus Pompeiani auspicio ab immo operent, idem aediles probavit.      | Los ediles M. Suttius M. f. N. Pontius aquí terminaron la vía ante el puente Stabile. La vía terminada es de postes las mismas vías de Pompeya terminaron de postes. Iii ante el cielo Júpiter, Milichii a por la vía decurial de Júpiter, los magistrados de Pompeya al auspicio desde abajo operen, los mismos ediles de prueba.   |
| V. Aadirans V. eitiuvam pam vereiii Pumpaiianai tristamentud, deded eísak eitiuvad V. Viinikiis Mr. kvaísstur Primpaiians triíbúm ekak kúmbennieis tanginud úpsannam, deded ísidum prúfatted. Ek Kalúveis íním fratrúm múiniki físiaís púmperías praí mamertiais set, kersnaís Pettiei meddíkaí fufens.       | V. Adiranus V. f. pecuniam quam iuventuti Pompeianae testamento, dedit ea pecunia V. Vinicius Mr. f. quaestor Pompeianus trabem hanc conventus sententia operandam, dedit idem probavit. Haec Calovis enim fratrum communes feriae quintariae prae mercenariis sunt cenae Petti magistratus fuerunt. | V. Adiranus V. f. el dinero como la juventud de Pompeya, el testamento dio ese dinero al cuestor V. Vinicius Mr. f. la traba de Pompeya de esta decisión del convento operando, dio la misma prueba. Aquí Calovis para los hermanos comunes de la quinta feria, antes de los mercenarios son, a la cena del magistrado Petti fueron. |

### Tabla Osca
| Osco | Latín | Español |
| Status pús set húrtúi Kerríi: Vezkei statíf, Euklúi statíf, Kerríi statíf, fútrei Kerríiaí statíf, anter stataí statíf, ammaí Kerríiaí statíf, diumpaís Kerríiaís statíf, liganak deikei entraí statíf, anafriss Kerríiuís statíf, matuís Kerriuís statíf, Ivei verehasiuí statíf, Ivei regatúrei statif, Hereklúi Kerríiúi statíf, Patanaí pistaí statíf, deivaí genetaí statíf. Assaí purasiaí sahtúm tefúrúm alttrei putereipíd akenei sakarahiter. | Stati qui sunt horto Cereri: Vetusci status, Euclo status, Cereri status, creatrici Cereri status, inter statae status, amore Cereri status, lymphae Cereris status, lege dici intra status, imbribus Cereris status, matura Cereri status, Iovi vergitor status, Iovi rectori status, Herculis Cereris status, Pandae pistae status, divae genitae status. Arae igniario sanctum holocaustum alteri utroque anno sacrificatur. | Quien ha estado del huerto de Ceres son: Vetuscio ha estado, Euclo ha estado, Ceres ha estado, Ceres la creadora ha estado, entre el estado ha estado, el amor de Ceres ha estado, la linfa de Ceres ha estado, entra la ley dice ha estado, la lluvia de Ceres ha estado, Ceres madura ha estado, Júpiter convergedor ha estado, Júpiter el rector ha estado, Hércules de Ceres ha estado, Panda pisada ha estado, la deidad genitiva ha estado. El altar de fuego del incendio santo, otro cada año sacrificador. |
| Fluusasiaís az húrtúm sakarater. Pernaí Kerríiaí statíf, ammaí Kerríiai statíf, fluusaí Kerríiai statíf, Euklúi paterei statíf. Assas ekask estint húrtúi: Vezkei, Euklúi futrei anter stataí Kerríi, ammaí diumpaís liganak deikei entraí Kerriaí anafríss matuís Kerríuis, Ivei verehasiu Ivei pihiúi regatúrei Hereklúi Kerríiúi Patanaí pistaí deivaí genetaí. Assaí purasiaí sahtúm tefúrúm alttrei putereipíd akenei húrz dekemanniuís stait.    | Floralibus ad hortum sacratur. Pernae Cereri status, amore Cereri status, florae Cereri status, Euclo patri status. Arae hae exstant horto: Vetusci, Euclo creatrici inter statae Cereri, amore lymphae lege dici intra Cereri, imbribus Cereris, matura Cereris, Iovi vergitor, Iovi pio rectori, Herculis Cereris, Pandae pistae, divae genitae. Arae igniario sanctum holocaustum alteri utroque anno hortus decumanis stat. | Flores al huerto sagrado. La pierna de Ceres ha estado, el amor de Ceres ha estado, la flor de Ceres ha estado, el padre Euclo ha estado. Al altar de este huerto existente: Vetuscio, Euclo, la creadora entre el estado Ceres, el amor de Ceres, la linfa de Ceres, la ley dice entra la lluvia de Ceres, Ceres madura, Júpiter convergedor, Júpiter el rector leal, Hércules de Ceres, Panda pisada, la deidad genitiva. El altar de fuego del incendio santo, otro cada año décimo del huerto está.             |

### Lámina de plomo de Capua
| Osco | Latín | Español |
| Kerríi arentikaí manafúm paí púsi heriam suvam leginúm aflakud suvam úsurs íním malaks nistrus Pakiúi Kluvatiud valaímas puklúm ant kadúm damia leginúm idik tifei manafúm Viibiaí prebaí ampulúm sasad. Kerríi arentikaí valaímas puklúm it úllas leginei sasid lamatir akrid eises dunte it kaíspatar it krustatar. | Cereri ultrici, mandavi qui quae vim suam legionem afflixerit suam osores enim malevolos propinquos Pacio Clovatio optimae puellum, ante cadere damium legionem id tibi mandavi Vibae pravae ministrum reddat. Cereri ultrici, optimae puellum et illius legioni reddit tundatur acriter eius dente, et caedatur et cruentetur. | Ceres la vengadora, mandada que alguien fuerte de su legión aflija, sus odiadores a por los malos cerca del mejor chico Pacio Clovatio, ante caer la legión secreta, te mando el asistente pravo Vibia rendido. Ceres la vengadora, el mejor chico y ellos de la legión rendidos, derrotados, golpeados esos dientes, caídos y crueles. |
| Svaí níp avt svaí tiú idik fifikus púst eis kúm kafad avt nei púttiad punu avt svaí píd perfakúm púttiad. Níp húntruís níp subruís aisusis púttians pidúm púttians úfteis Pakim Kluvatiúi valaímas puklúm. Pun far kafad níp púttiad edum menvum limupi paí húmuns bivus karanter.                                    | Si nec aut si id tu fixeris post ea cum capiat aut non possit quando aut si quid perficere possit. Nec inferis nec superis sacrificiis possint quidquam possint optati Pacium Clavatio optimae puellum. Quando far capiat nec possit edere minuere famem quae homines vivi vescuntur.                                           | Si ni o si tu fijaras posteriormente con eso, cabía o no puede cuando, o si que puede perfeccionar. Ni inferiores ni superiores sacrificios pueden ni cualquier cosa pueden, ha optado el mejor chico Pacio Clovatio. Cuando el trigo cabía ni se puede comer o disminuir el hambre de algunos hombres vivos alimentados.               |
| Súluh Pakis Kluvatiís valaímas puklúi turúmiad. Viibiaí Aquiaí svaí aflakus Pakim Kluvatim valaímas puklúm subra íním tuaí leginei it sakrim svaípúh aflakus húntrus terras húntrus apa, Pakim Kluvatim puklúm valaímas Keríi arentikaí avt úlas leginei trutastus.                                                   | Solus Pacius Clovatius optimae puello tremuit. Vibae Aquiae si afflixeris Pacium Clovatium puellum optimae supra enim tuae legioni et sacrum sive afflixeris infra terrae infra aqua, Pacium Clovatium puellum optimae Cereri ultrici aut illius legioni potentis.                                                              | Solo Pacio Clovatio el mejor chico tiembla. Viba Aqua si Pacio Clovatio el mejor chico afligiera sobre tu legión y sagrada, que afligiera debajo la tierra, debajo el agua, Pacio Clovatio el mejor chico, Ceres la vengadora o ellos de la legión poderosa.                                                                            |

### Tabla Bantina
| Osco | Latín | Español |
| Onomust izic suae mins quaestur moltam angitunur deiuast maimas carneis senateis tanginud osins pon ioc com egmo parascuster. Suae pis pertemust pruterpan deiuatud sipius comenei perum dolom malom siom ioc comono mais egmas touticas amnud pan pieisum brateis auti cadeis amnud inim idic siom dat senateis tanginud maimas carneis pertumum piei ex comono pertemest izic eizeic zicelei comono ni hipid.                                                                           | Oneraverit is si minus quaestor multam proponetur iurabit maximae carnis senatus sententia adsint quando ea cum res consulta. Si quis pertimuerit, priusquam iurato sapiens in comitio sine dolo malo se ea comitia magis rei publicae causa quam cuiuspiam gratias aut cadis causa enim id se de senatus sententia maximae carnis pertimere qui sic comitia pertimet is eo die comitia ne habuerit.                                                                                             | Él exonera si menos el cuestor proponga la multa, juraba la máxima carne del senado, la decisión cuando presenten eso con el asunto consultado. Si quien temiera antes, jura sabiendo en la asamblea sin dolo malo las asambleas más el asunto público como causa cualquiera, será las gracias o la caída de la causa para la decisión del senado a la carne máxima, temiera, que sí la asamblea teme ese día ni habría asambleas. |
| Pis pocapit post exac comono hafiet meddis dat castrid loufir en einatus factud pous toutos deiutuns tanginom deicans siom dat eizas idic tangineis deicum pod valaemom touticom todait ezum nep fafacid pod pis dat eizac egmad mins deuiaid dolud malud. | Quis quandoque post hac comitia habebit magistratus de castro liber in pecunias facito ut totus iurati sententiam dicant se de eas id sententia dicere quod optimum publicum consideret esse nec fecerit quod quis de ea re minus iuret dolo malo. | Quien una vez posterior de estas asambleas tendrá magistrados de castillo libres en dinero, hace igual todo jurado la decisión, se digan de esa decisión, decir que mejor el público considere ser, ni hiciera que quien de ese asunto menos jure dolo malo. |
| Suae pis contrud exeic fefacust auti commono hipust molto etanto estud it suae pis ionc fortis meddis moltaum herest ampert minstreis aeteis eituas moltas moltaum licitud. | Si quis contra hoc fecerit aut comitia habuerit multa tanta esto et si quis eum forte magistratus multare volet dumtaxat minoris partis pecuniae multae multare liceto. | Si quien este en contra hiciera o en la asamblea habría tanta multa a esto y si quien del fuerte magistrado quiere multar, simplemente menores partes del dinero multado, multar lícito. |
| Suae pis pru meddixud altrei castrous auti eituas zicolom deicust izic comono ni hipid ne com op toutad petirupert urust sipius perum dolom malom it trutum zico touto peremust petiropert nep mais pompis com preiuatud actud pruterpan meddicatinom didest it pon posmom com preiuatud urust eisucem ziculud zicolom nesimom comonom ni hipid. | Si quis pro magistratu alteri castri aut pecuniae diem dixerit is comitia ne habuerit nisi cum ob tota quater oraverit sapiens sine dolo malo et tractum diem totus peremerit quater nec magis quinquies cum reo agito priusquam magisterium dabit et quando postremum cum reo oraverit ab eo die dierum proximorum comitia ne habuerit. | Si quien para el magistrado del otro castillo o dinero dijera el día de la asamblea no habría nada con todo debido a cuatro, orara sabiendo sin dolo malo y día tratado, aniquilara todo cuatro ni cinco más con el asunto, actúe antes el magisterio daba y cuando finalmente con el asunto, orara eso día a día, ni habría próximas asambleas. |
| Suae pis contrud exeic fefacust ionc suae pis herest meddis moltaum licitud ampert mistreis aeteis eituas licitud. Pon censtur Bansae toutam censazet pis ceus bantins fust censamur esuf it eituam poizad ligud iusc censtur censaum angetuzet. Auti suae pis censtomen nei cebnust dolud malud it eizeic uincter esuf comenei lamatir praeturus meddixud toutad praesentid perum dolum malom it miricatud allo famelo it eituam siuom paei eizeis fust pae ancensto fust toutico estud. | Si quis contra hoc fecerit eum si quis volet magistratus multare, liceto, dumtaxat minoris partis pecuniae liceto. Quando censor Bansae totam censuerit qui civis bantinus fuerit, censemur ipse et pecuniam qua lege iustae censor censere proposuerit. Aut si quis in censum non venerit dolo malo et in eo vincitur, ipse in comitio tundatur praetoris magistratu tota praesente sine dolo malo et mercato alia familia et pecuniam omnem quae eis fuerit, quae incensa fuerit publica esto. | Si quien este en contra hiciera eso si quien de los magistrados quiere multar lícito, simplemente menores partes del dinero lícito. Cuando el censor de toda Bansa censara que ciudadanos bantinos censar fuera lo mismo y el dinero de la ley justa que el censor propusiera censar. O si quien en el censo no viniera en dolo malo y en eso de vencedor mismo en la asamblea cortada el pretor, el magistrado todo presente sin dolo malo y el resto del mercado de las diversas familias y el dinero total que fuera, que fuera incendiado al público esto. |
| Praetur suae praefacum pod post exac Bansae fust suae pis op eizois com atrud ligud acum herest auti pru medicatud manim aserum eizazunc egmazum pas exaiscen ligis scriftas set ni puhim pruhipid mais zicolois nesimois. | Praetor si praeficere quod post hac Bansae fuerit si quis ob eos cum altero lege agere volet aut pro iudicato manum asserere earum re, quae hisce in legibus scriptae sunt, ne quem prohibuerit magis diebus proximis. | El pretor si a cargo fuera posterior aquí en Bansa, si quien debido a eso con otra ley quiere actuar o para el juzgado de la mano cosechar ese asunto, quien murmure en las leyes escritas, son que ni prohibiera más los próximos días. |
| Suae pis contrud exeic pruhipust molto etanto estud it suae pis ionc meddis moltaum herest licitud ampert minstreis aeteis eituas moltas moltaum licitud. Praetur censtur Bansae ni pis fuid nei suae quaestur fust nep censtur fuid nei suae praetur fust it suae pis praetur it suae pis quaestur nerim uirom fust izic post eizuc fuid. | Si quis contra hoc prohibuerit, multa tanta esto et si quis eum magistratus multare volet, liceto, dumtaxat minoris partis pecuniae multae multare liceto. Praetor censor Bansae ne quis fuit, non quaestor fuerit, nec censor fuit, non si praetor fuerit et si quis praetor et si quis quaestor neve virum fuerit is post ea fuit. | Si quien esta en contra, prohibiera tanto la multa, esto y quien de los magistrados quiere multar lícito, simplemente menores partes del dinero multado, multar lícito. El pretor y censor de Bansa ni quien fuera, no fue cuestor, ni censor fue, si no fuera pretor y si quien pretor y si quien cuestor, ningún varón fue él, lo posterior a eso fue. |
| Suae pis contrud exeic fust estud izic amprufid facum estud idic medicim eizuc medicim acunom nesimom pod medicim. | Si quis contra hoc fuerit esto is improbe facere esto, id magistratum eo magistratum annorum proximorum quod magistratum. | Si quien contra esto fuera, él esta ímprobo de hacer esto, el magistrado, ese magistrado de los próximos años, que el magistrado. |
| Pruterpan medicatinom lehest dolom malom dolud malud sudana inim. Suae pis fortis ionc meddis moltaum herest moltas moltaum licitud. | Priusquam magisterium leget dolum malum dolo malo consilium enim. Si quis forte eum magistratus multare volet multae multare liceto. | Antes el magisterio lea el dolo malo, el dolo malo del consejo. Si quien del fuerte magistrado quiere multar la multa, multar lícito. |
| Pis arageteis maistram carnom aceneis usurom nummom eh exac ligud allam hipust, pantes censas fust acenei poizeipid spentud quaestur inim eisiuss deiu nail holans deuatud aceneis perum dolom malom. | Quis argenti maiorem carnem anni usurum nummum ex hac lege aliam habuerit quantis census fuerit anno quoque sponso quaestor enim iidem iuro nihil halant iurato anni sine dolo malo. | Quien de la plata, la mayor carne del año, uso de monedas desde esta ley lo demás habrá en cuanto el censo fuera del año prometido también el cuestor por igual jura, nada respiran el jurado del año sin dolo malo. |

### Cippus Abellanus
| Osco | Latín | Español |
| Maiiúí Vestirikiíúí maieís stattieís prupukid sverruneí kvaístureí Abellanúí íním Maiiúí Lúvkiíúí Maieís Pakalatúí medíkeí deketasiúí Núvlanúí íním lígatúís Abellanúís íním lígatúís Núvlanúís pús senateís tanginúd suveís pútúrúspíd ligatús fufans ekss kúmbened:                                               | Maio Vestricio mai statis praefinito pacto quastori Abella enim Maio Lucio, Mai Puclato magistratus decimario Nolano enim Abellanis enim legatis Nolanis qui senatus sententia sui utrique legati fuerant ita convenit:                                                                             | Maio Vestricio el estatuto de mayo prescribió el pacto de cuestores en Abella para los magistrados Maio Lucio, Maio Puclato, los décimos de Nola, los legados de Abella, los legados de Nola que la decisión de su senado de ambos legados fueran así, conviene:                                                                            |
| Sakaraklúm Herekleís úp slaagid púd íst íním teerúm púd úp eísúd sakaraklúd íst púd anter teremníss eh íst, paí teremenniú múíníkad tanginúd prúfatú set ríhtúd ramnúd, puz ídík sakaraklúm íním ídík terúm múíníkúm múíníkeí tereí fusíd, íním eíseís sakarakleís íním tereís fruktatiuf múíníkú putúrúmpid fusíd. | Sacellum Herculis ob loco quod est enim terram quod ob eo sacello est quod inter termina ex est quae termina communi sententia probata sunt recto circuitu ut id sacellum enim id terram communem in communi terra foret enim eius sacello enim terrae fructuosus communis utrorumque foret.        | El santuario de Hércules hacía el lugar el cual es para la tierra el cual hacía ese santuario es el cual entre el término final desde que se termine la decisión común, son probado un circuito recto como el del santuario para la tierra común, la tierra común fuera para ese santuario, para cada tierra fructuosa común fuera.         |
| Avt Núvlanúm estud Herekleís fíisnaíen dúnúm píspíd Núvlanús ípi pís. Ekkum svaí píd herieset trííbarakavúm tereí púd liímítúm pernúm púís Herekleís fíísnú mefiú íst, ehtrad feíhúss pús Herekleís fíísnam amfret, pert víam pússt íst, paí ípi íst, pústin slagím senateís suveís tanginúd, tríbarakavúm líkítud. | Aut Nolano esto Herculis fanum donum quisque Nolanorum ibi quis. Item si quid volent aedificare in terrae quod limitibus tenus quibus Herculis fanum medium est, extra muros qui Herculis fanum ambiunt per viam positum est, quae ibi est, in post locum senatus sui sententia, aedificare liceto. | O en Nola este don de Hércules, el templo para ambos, en Nola, ahí quienes. Igual sí que quieren construir en la tierra, cual límites en medida que el templo de Hércules es medio, que afuera de los muros del templo de Hércules rodeen, es por la vía puesta, que ahí es lo posterior el lugar del senado su decisión, construir lícito. |
| Íním íúk tríbarakkiuf pam, Núvlanús estud. Ekkum svaí píd Abellanús tríbarakattuset íúk tríbarakkiuf, íním úíttiuf Abellanúm estud. Avt púst feíhúís pús físnam amfret, eíseí tereí nep Abelanús nep Núvlanús pídum tríbarakattíns.                                                                                 | Enim id aedificium quam aedificaverint, Nolanorum esto. Item si quid Abellani aedificaverint id aedificium, enim usus Abellanorum esto. Aut post murus qui fanum ambiunt, in ea terra nec Abellani nec Nolani quidquam aedificaverint.                                                              | Entonces el edificio como lo construirán en Nola esto. Igual sí que construirán en Abella el edificio para este uso en Abella. O el posterior muro que rodeen del templo en esa tierra ni los de Abella ni los de Nola construirán cualquier cosa.                                                                                          |
| Avt thesavrúm púd eseí tereí íst, pún patensíns múíníkad tanginúd patensíns, íním píd eíseí thesavreí púkkapíd eestit, aittíúm alttram alttrús herríns. Avt anter slagím Abellanam íním Núvlanam súllad víú uruvú íst, pedú íst eísaí víaí mefiaí teremenniú staíet.                                                | Aut thesaurum quod in ea terra est, quando paterent communi sententia paterent enim quidquid in eo thesauro quandoque exstat, portionum alteram alteri caperent. Aut inter locum Abellanum enim Nola solo via curva est, pedes est in ea via media termina stant.                                   | O el tesoro del cual en esa tierra es, cuando patentaron la decisión común, patentaron por lo que sea en ese tesoro a veces existente, tomen porciones otra en otra. O, entre el lugar de Abella, por el suelo de Nola, la vía es curva, es los pies en esa vía media terminada donde están.                                                |

## Tabla comparativa de vocabulario
Una lista de palabras oscas comparadas con el latín que reflejan su evolución desde el protoitálico.
| GLOSA                | Protoitálico | Latín     | Osco       |
| -------------------- | ------------ | --------- | ---------- |
| 'actúo'              | *agō         | agō       | acum       |
| 'altares'            | *azai        | arae      | assaí      |
| 'plata' (ab.)        | *argentod    | argentō   | aragetud   |
| 'campaña'            | *kampana     | campania  | kampanom   |
| 'cena'               | *kertsnā     | cēna      | kersna     |
| 'cielo'              | *kailom      | caelum    | kaílam     |
| 'otro'               | *alter       | alter     | altre      |
| 'ante'               | *ante        | ante      | ant        |
| 'o'                  | *awte        | aut       | avt        |
| 'culpa'              | *kolpa       | culpa     | kúlúpa     |
| 'considero, opino'   | *kenseō      | censeō    | censaum    |
| 'ciudadano'          | *keiwis      | cīvis     | ceus       |
| 'con'                | *kom         | cum       | com        |
| 'contra'             | *komterād    | contrā    | contrud    |
| 'donde'              | *kʷudʰei     | ubī       | puf        |
| 'como'               | *kʷutei      | ut        | puz        |
| 'de'                 | *det         | det       | dat        |
| 'digo'               | *deikō       | dīcō      | deicum     |
| 'regalo, don'        | *dōnom       | dōnum     | dúnúm      |
| 'incluso, en verdad' | *enim        | enim      | íním       |
| 'fuera de'           | *ekstrād     | extrā     | ehtrad     |
| 'soy'                | *ezom        | sum       | ezum       |
| 'es'                 | *este        | est       | íst        |
| 'este'               | *heik(e)     | hic       | eike       |
| 'esto'               | *estod       | istud     | estud      |
| 'hago'               | *fakiō       | faciō     | facum      |
| 'hizo'               | *fakitod     | fēcit     | factud     |
| 'tengo'              | *haβēō       | habeō     | hafum      |
| 'templo'             | *feznom      | fānum     | fíísnam    |
| 'familia'            | *fameljā     | familia   | famelo     |
| 'flora'              | *flōsa       | flōra     | fluusa     |
| 'hermano'            | *frātēr      | frāter    | fratrer    |
| 'fuerte'             | *forktis     | fortis    | fortis     |
| 'fue'                | *fused       | foret     | fusíd      |
| 'feria'              | *fezjas      | fēriae    | físiaís    |
| 'gracias'            | *gʷrātos     | grātiās   | brateis    |
| 'debajo'             | *hendrā      | īnfrā     | húntrus    |
| 'ahí'                | *ipei        | ibī       | ípi        |
| 'ese' (m.)           | *ise         | is        | izic       |
| 'ese' (n.)           | *ide         | id        | idic       |
| 'aquel'              | *ole         | ille      | úlle       |
| 'entre'              | *enter       | inter     | anter      |
| 'emperador'          | *emperātor   | imperātor | embratur   |
| 'ímprobamente'       | *emprobēd    | improbē   | amprufid   |
| 'lengua'             | *denɣwā      | lingua    | fangua     |
| 'lágrima'            | *dakruma     | lacrima   | dacruma    |
| 'ley'                | *lēg-        | lēx       | leígúss    |
| 'lícito'             | *liketōd     | licetō    | licitud    |
| 'libre'              | *louðeros    | līber     | lovfrud    |
| 'lugar' (ab.)        | *stlokōd     | locō      | slagíd     |
| 'lobo'               | *lukʷos      | lupus     | lirpúm     |
| 'más'                | *magis       | magis     | mais       |
| 'malo' (ac.)         | *malom       | malum     | malom      |
| 'mano'               | *manom       | manum     | manim      |
| 'mercado' (ab.)      | *merikātōd   | mercātō   | mericatud  |
| 'menos'              | *minos       | minus     | mins       |
| 'multa' (ac.)        | *moltam      | multam    | moltam     |
| 'nuevo'              | *nowos       | novus     | nú         |
| 'cuando'             | *kʷam-de     | quandō    | pún        |
| 'quien'              | *kʷoi        | quī       | pús        |
| 'porqué?, qué?'      | *kʷid        | quid      | píd        |
| 'quién?, cual?'      | *kʷis        | quis      | pis        |
| 'porque, pues, que'  | *kʷod        | quod      | pud        |
| 'padre'              | *patēr       | pater     | patír      |
| 'antes'              | *prai        | prae      | praí       |
| 'patentaron'         | *patensint   | paterent  | patensíns  |
| 'presente'           | *praisented  | praesente | praesentid |
| 'primero' (ac.)      | premom       | prīmum    | promom     |
| 'para'               | *pro         | prō       | pru        |
| 'después'            | *posti       | post      | post       |
| 'posterior'          | *posterios   | posterius | pústiris   |
| 'puente' (ac.)       | *pontem      | pontem    | puuttram   |
| 'puerta' (ac.)       | *portam      | portam    | púrtam     |
| 'odio'               | *odjom       | odium     | oiim       |
| 'odiador'            | *osor        | osor      | úrsúr      |
| 'hacia'              | *op          | ob        | úp         |
| 'operando'           | 'opezandam'  | operandam | úpsannam   |
| 'rojo'               | *ruðros      | ruber     | rufrus     |
| 'salvo'              | *salwos      | salvus    | salavs     |
| 'senado'             | *senātos     | senātus   | senateís   |
| 'escrito'            | *skreiptos   | scrīptus  | scriftas   |
| 'su'                 | *sweis       | suī       | suveís     |
| 'si'                 | *swei        | si        | svaí       |
| 'tanto'              | *e-tam-tos   | tantus    | etantus    |
| 'toro' (ac.)         | *taurom      | taurum    | taurom     |
| 'tierra'             | *terzā       | terra     | terrúm     |
| 'término'            | *termenos    | terminus  | teremenniú |
| 'traba' (ac.)        | *trebom      | trabem    | triíbúm    |
| 'de todos'           | *opniom      | omnium    | úíním      |
| 'vida'               | *gʷītām      | vītam     | bíitam     |
| 'camino, vía'        | *wijā        | via       | viaí       |
| 'vivo'               | *gʷīwos      | vīvus     | bivus      |